# Мадагаскарский лунёвый ястреб
Мадагаскарский лунёвый ястреб (лат. Polyboroides radiatus) — вид хищных птиц из ястребиных (Accipitridae). Подвидов не выделяют. Эндемик Мадагаскара.

## Описание
Мадагаскарский лунёвый ястреб — хищная птица среднего размера с длиной тела от 57 до 68 см, размахом крыльев от 116 до 132 см. Самцы и самки немного различаются размерами, что выражается в длине крыла, которая у самок составляет от 39,2 до 41,8 см, а у самцов — от 36,9 до 39,8 см. Крылья длинные и широкие, в сложенном виде их окончания доходят почти до кончика хвоста. Половой диморфизм в окраске оперения не выражен. Голова, горло, грудь, верхняя часть тела и крыльев серого цвета. Первостепенные маховые перья чёрные с белыми кончиками. Большие кроющие перья с чёрными кончиками. Второстепенные маховые и лопатки с чёрными пятнами. Хвост чёрного цвета с широкой белой полосой, проходящей по середине хвоста, и тонкой белой полосой на конце. Кроющие перья хвоста с серовато-чёрными полосами. Брюхо и бёдра равномерно исчерчены чёрными и белыми полосами. Радужная оболочка тёмно-коричневая. У взрослых особей восковица и голые участки кожи на лице жёлтые, но в начале сезона размножения они могут быть розовыми, а при возбуждении краснеют. У молоди эти участки черновато-серые, но вскоре восковица становится зеленовато-жёлтой, а затем желтеют и голые участки лица. Клюв жёлтый с черным кончиком. Ноги жёлтые, но у взрослых особей могут быть розоватыми.

## Биология
Мадагаскарский лунёвый ястреб обитает в самых разных местах Мадагаскара, но предпочитает нетронутые равнинные тропические леса. Также зафиксирован в горных тропических лесах, пустынных районах с колючими зарослями, деградированных лесах и других лесистых местообитаниях, включая плантации деревьев. Встречается на высоте до 2000 метров над уровнем моря.

### Питание
Мадагаскарский лунёвый ястреб использует различные стратегии охоты в поисках добычи: полёт поперечными сечениями над охотничьей территорией; охота с присады и т.д. Лазает по деревьям, исследуя щели, трещины, дупла, гнилую древесину и другие укрытия, используя уникальную подвижность сочленения голени и цевки, позволяющую сгибать лапу не только вперёд, но и назад на 30°. Ищет пищу на земле, осматривая термитники и муравейники, или заглядывая под камни и переворачивая их, используя крыло в качестве рычага. Состав рациона варьируется в широких пределах и включает мелких древесных млекопитающих, лягушек, ящериц, птиц, яйца и птенцов, крупных насекомых. Размеры жертв варьировали от нескольких сантиметров (тропические тараканы Gromphadorhina portentosa) до приматов длиной 40 см (Сифака Верро, Propithecus verreauxi).

### Размножение
Сезон размножения приходится на июль—ноябрь. Гнездо в форме чаши, сооружённое из веток и листьев, строится преимущественно самкой и размещается высоте от 10 до 32 метров над землей в развилке высокого дерева. Иногда одно и то же гнездо используется несколько сезонов. В кладке два светло-коричневых яйца с красновато-коричневыми крапинками. Насиживают оба родителя, хотя самка больше по времени. Продолжительность инкубации составляет 39 дней. Так как яйца обычно откладываются с интервалом в несколько суток, то птенцы выклёвываются не одновременно. Часто наблюдается каинизм; появившийся первым птенец нападает на выклюнувшегося позже и забивает его клювом. Птенец оперяется примерно через 50 дней и покидает гнездо, но в течение некоторого времени остается в зависимости от родителей.

## Галерея

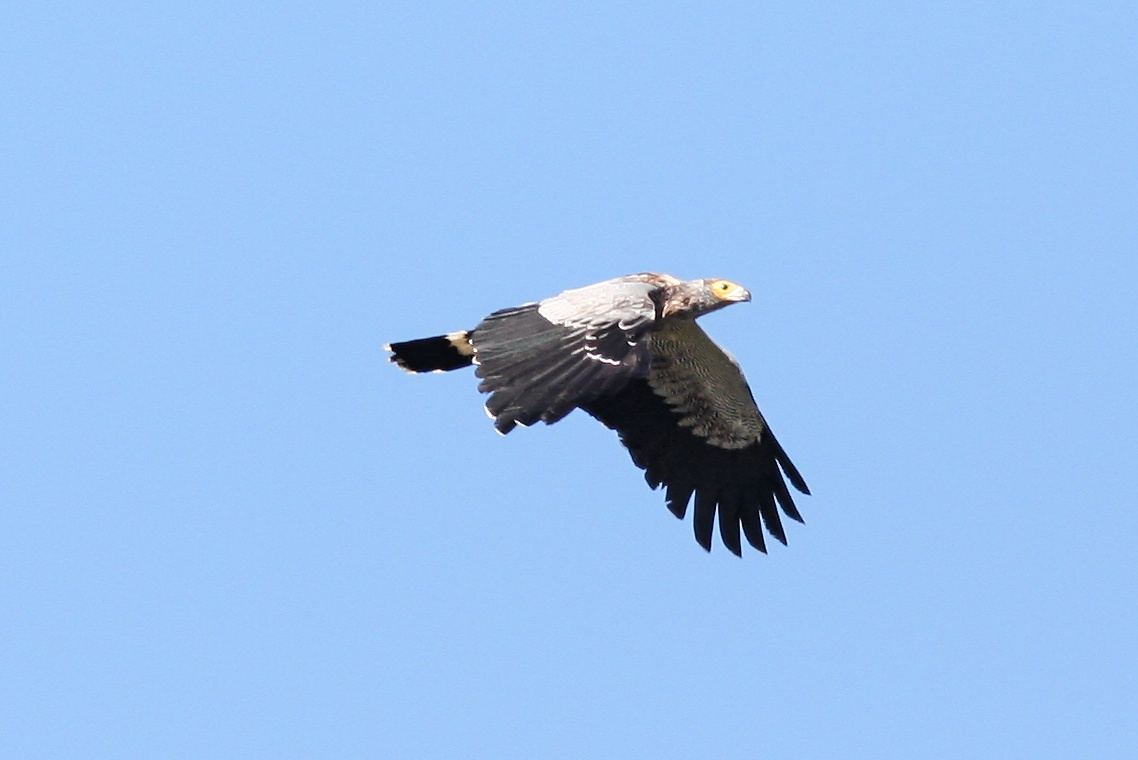
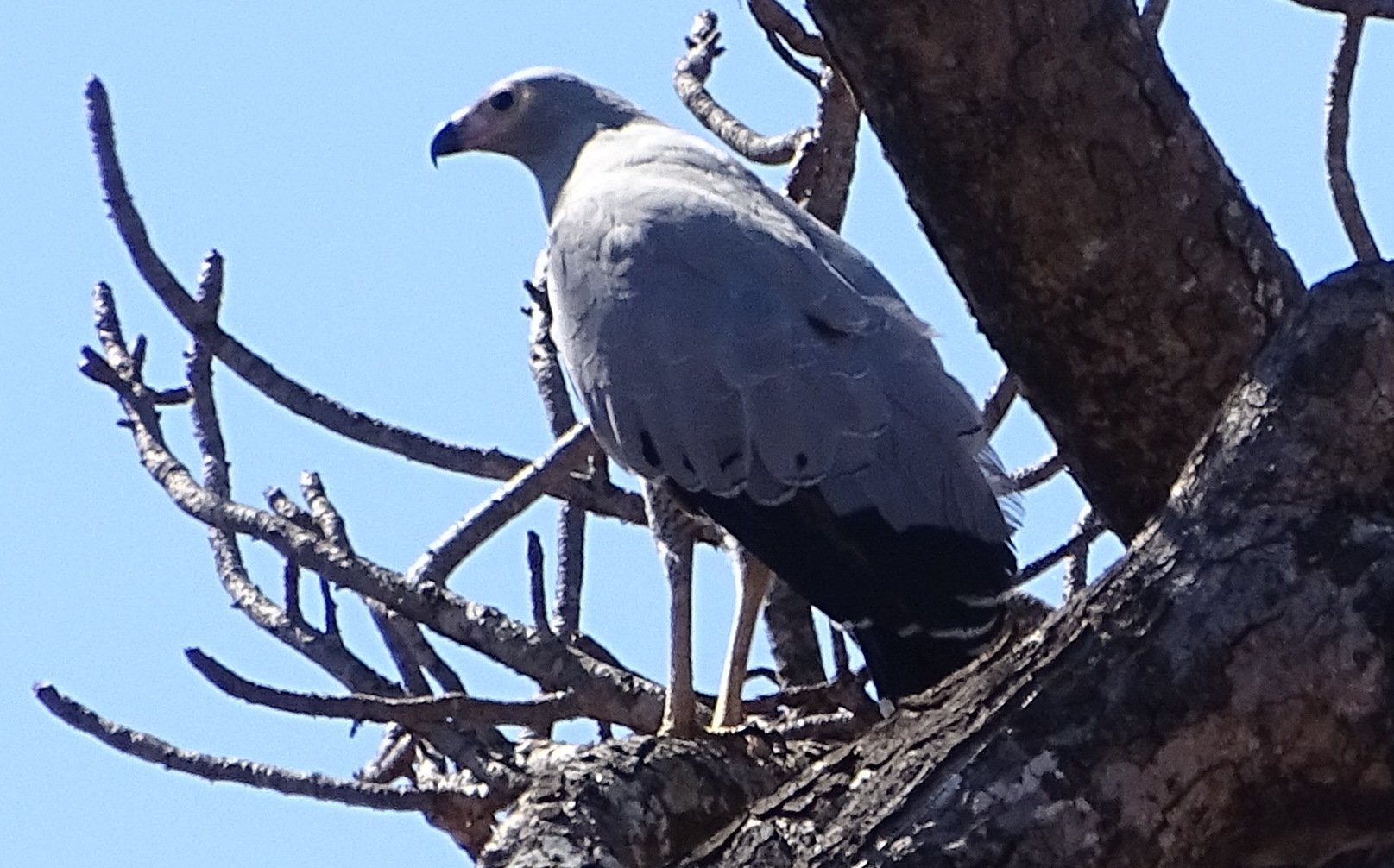
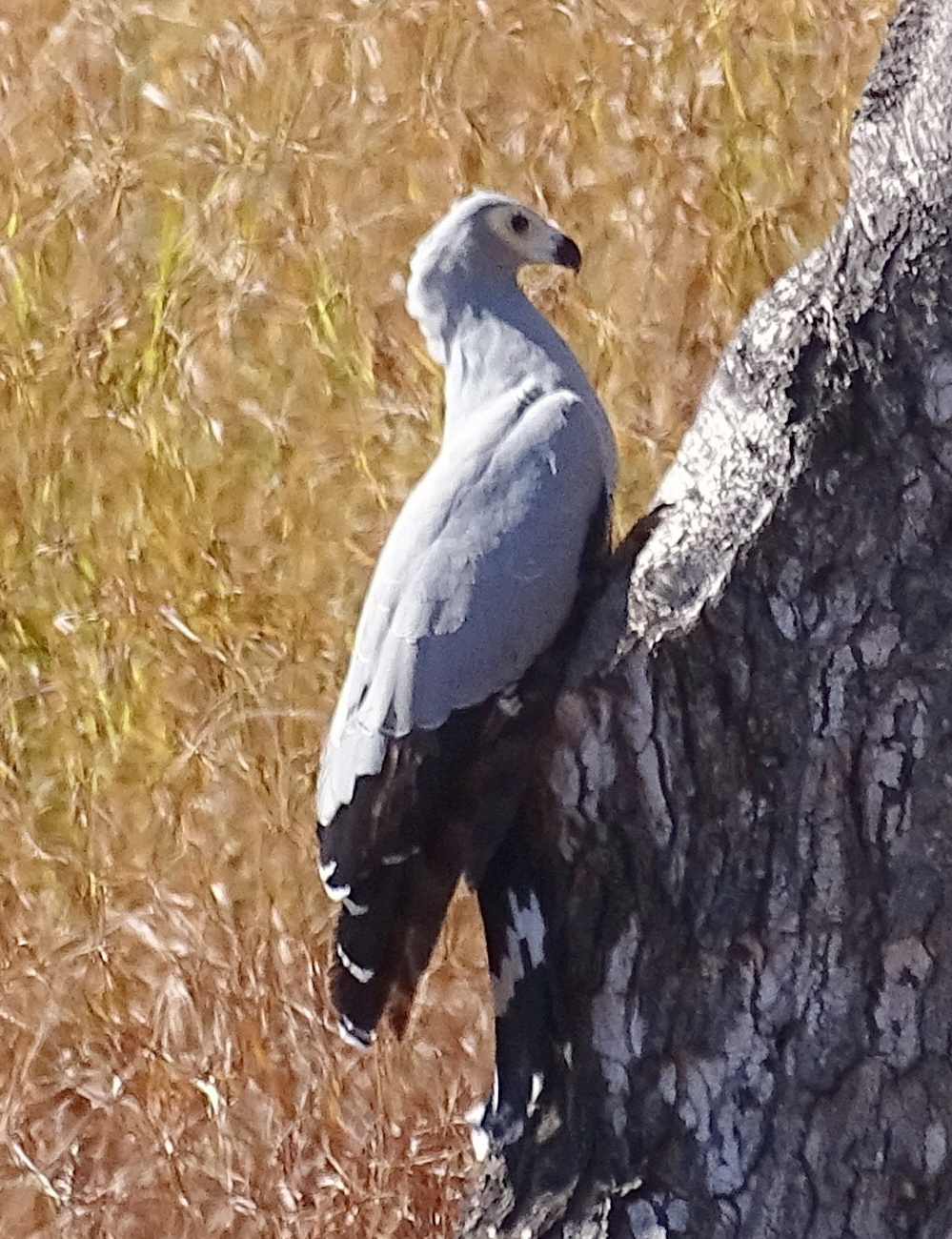
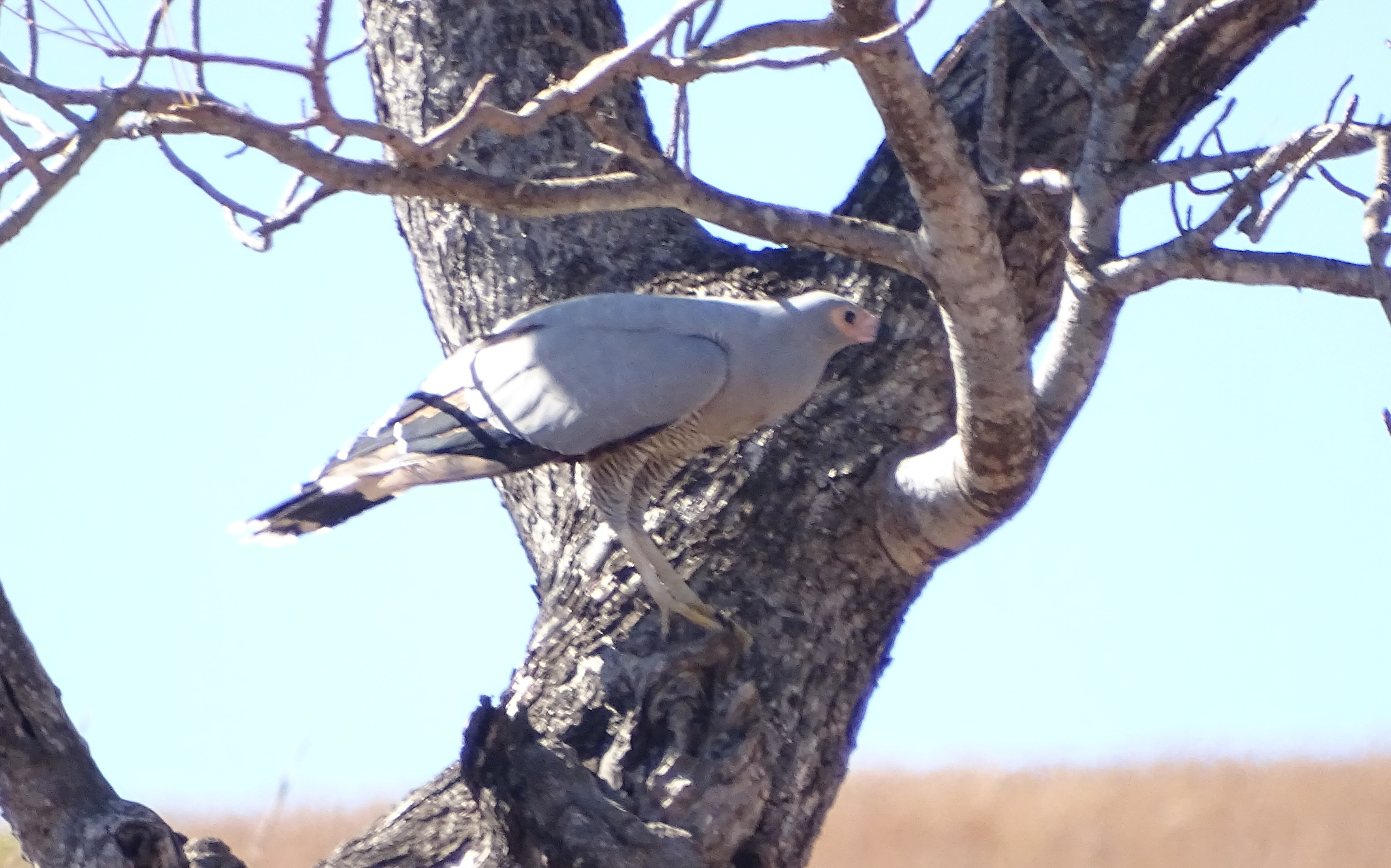
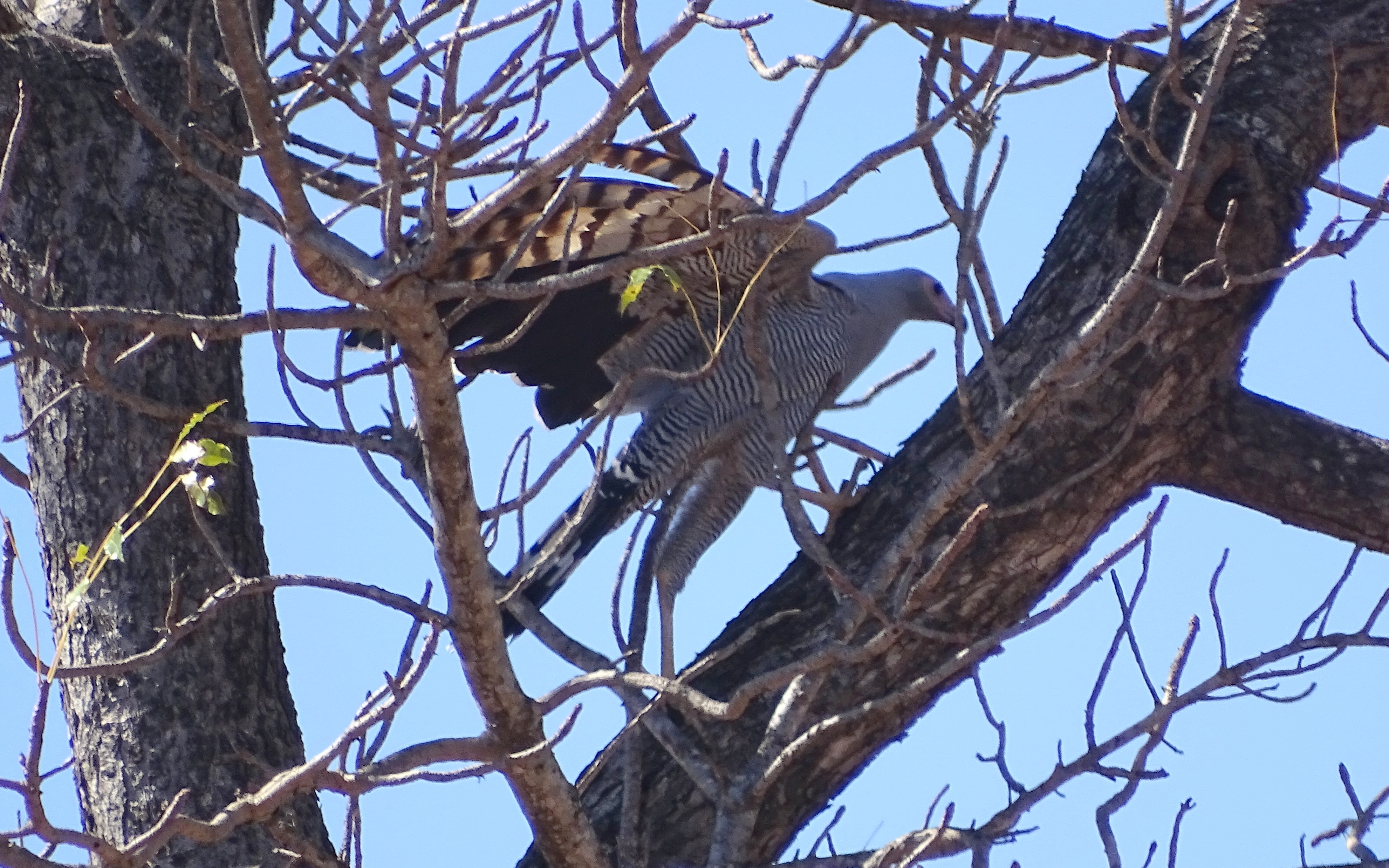